# Characonidia ingae
Characonidia ingae är en svampart som beskrevs av Bat. & Cavalc. 1965. Characonidia ingae ingår i släktet Characonidia, divisionen sporsäcksvampar och riket svampar.   Inga underarter finns listade i Catalogue of Life.